# Club Deportivo Lagun Onak
Il Club Deportivo Lagun Onak (in basco "buoni amici") è una società calcistica con sede ad Azpeitia, nei Paesi Baschi, in Spagna. 
Gioca nella Tercera División RFEF, la quinta serie del campionato spagnolo.

## Tornei nazionali
- 2ª División: 0 stagioni
- 2ª División B: 0 stagioni
- 3ª División: 24 stagioni

## Palmarès

### Competizioni nazionali
- Tercera División: 1

2008-2009